# United Federation of Planets
Liên bang Liên hiệp Các hành tinh là một tổ chức giả tưởng trong loạt truyện Star Trek và trong series phim cùng tên. Liên bang tập hợp các chủng tộc khác nhau trên các hành tinh, với mục đích hòa bình và thinh vượng chung
Tôn chỉ chung của Liên bang là không can thiệp và quá trình tiến hóa của các hành tinh và các nền văn minh sơ khai ở đó, đồng thời tích cực tìm kiếm các nền văn minh tiên tiến và khuyến khích họ gia nhập Liên bang. Cũng vì lý do này mà thuyền trưởng James Kirk đã bị cách chức vì lý do để cho "một nền văn minh sơ khai sắp phát minh ra bánh xe" nhìn thấy phi thuyền của Liên bang trồi lên từ dưới biển trong quá trình can thiệp để dập tắt ngọn núi lửa khổng lồ sắp phun trào và có khả năng tiêu diệt nền văn minh non trẻ